# چابهار
چابَهار (بلوچی: چهبار) شهری در شهرستان چابهار واقع در جنوب استان سیستان و بلوچستان ایران است. این بندر در کرانهٔ دریای مَکران و اقیانوس هند واقع شده است. بندر شهید بهشتی که در نزدیکی این شهر قرار دارد، تنها بندر اقیانوسی ایران با ظرفیت بیش از ۸٫۵ میلیون تن کالا در سال است که کشتی‌های اقیانوس‌پیما می‌توانند در اسکله‌های آن پهلوگیری کنند. اکنون بیش از ۶۰ درصد از کالاهای اساسی کشور (به‌ویژه غلات و دانه‌های روغنی) از این بندر وارد می‌شود.
بندر اقیانوسی چابهار به‌دلیل موقعیت راهبردی خود، که نزدیک‌ترین راه دسترسی کشورهای محصور در خشکی در آسیای میانه (ترکمنستان، ازبکستان، تاجیکستان، قرقیزستان و قزاقستان) به آب‌های آزاد است، اهمیت فراوانی دارد و ساخت‌وساز و سرمایه‌گذاری فراوانی در آن صورت می‌گیرد؛ از جمله ساخت اسکله و افزایش گنجایش بارگیری کشتی‌های اقیانوس‌پیما (در خلیج چابهار)، ساخت راه‌آهن چابهار به‌شکل دوخطه به‌سوی آسیای میانه، تبدیل جاده ۹۵ به آزادراه شش‌بانده و احداث فرودگاه بین‌المللی چابهار. این بندر یکی از مهم‌ترین چهارراه‌های کریدور شمال-جنوب بازرگانی جهانی است.
چابهار علاوه‌بر موقعیت بازرگانی، دارای جاذبه‌های فراوان تاریخی، طبیعی و گردشگری است. آب‌وهوای این شهر و پیرامون آن در چهارفصل بهاری و معتدل است و به‌همین دلیل چابهار (چهاربهار) نامیده می‌شود. چابهار به عنوان یکی از مراکز علمی و آموزشی سیستان و بلوچستان می‌باشد، اکنون حدود ۱۳ مرکز آموزش عالی در این شهر بنیان‌نهاده شده است و بیش از ۱۰ هزار دانشجو در این شهر درحال تحصیل می‌باشند.

## جمعیت‌شناسی

### زبان و مذهب
مردم شهرستان چابهار بلوچ هستند و به زبان بلوچی صحبت می‌کنند. ساکنان بومی این منطقه اهل سنت هستند. اما شهر چابهار به دلیل موقعیت راهبردی خود شهری مهاجرپذیر محسوب می‌شود و مهاجرین بسیاری را به خود جذب کرده است. اقلیت کوچکی از شهر را شیعیان تشکیل می‌دهند.

### جمعیت
جمعیت شهر چابهار در سرشماری سال ۱۳۹۵ برابر با ۱۰۶٬۷۳۹ نفر بوده است.

## غذاهای سنتی
- بریانی

- تباهگ

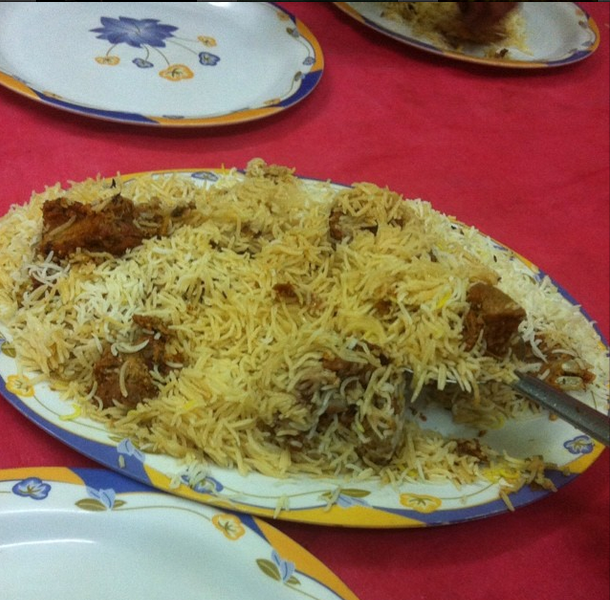
بریانی

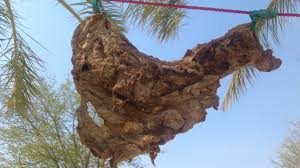
غذای محلی تباهگ

- انواع مختلف نان مانند پراتا (نان روغنی)، شلو، بربری و …

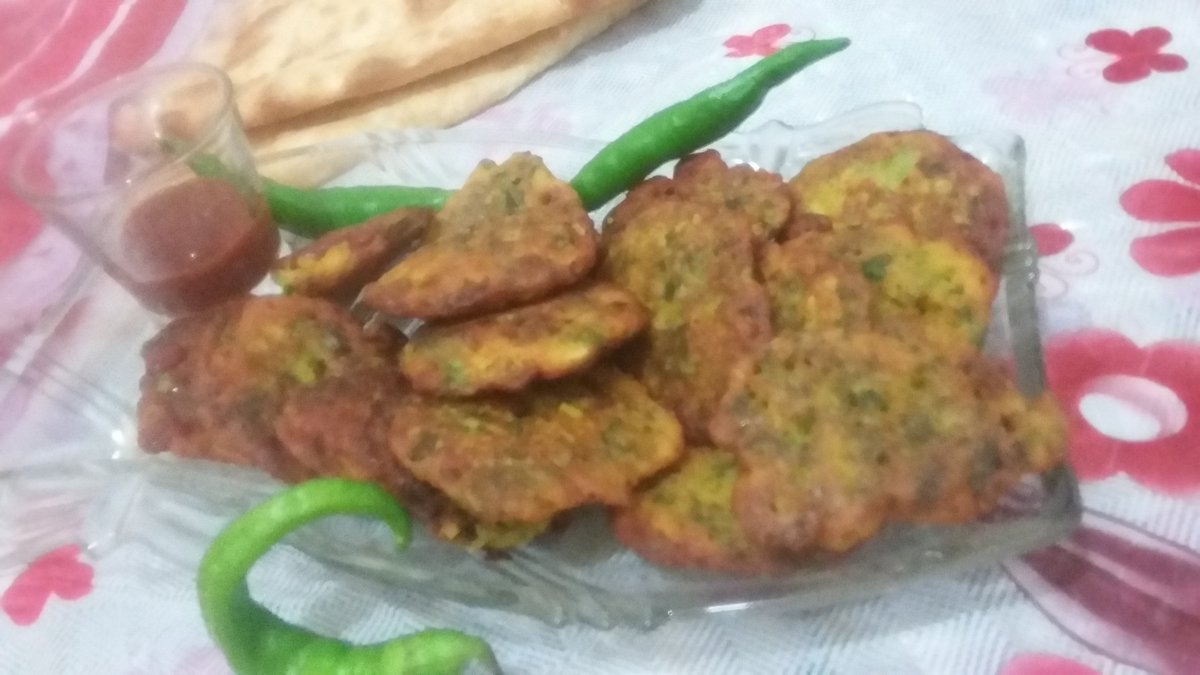
پکورا پکوره یا فلافل محلی

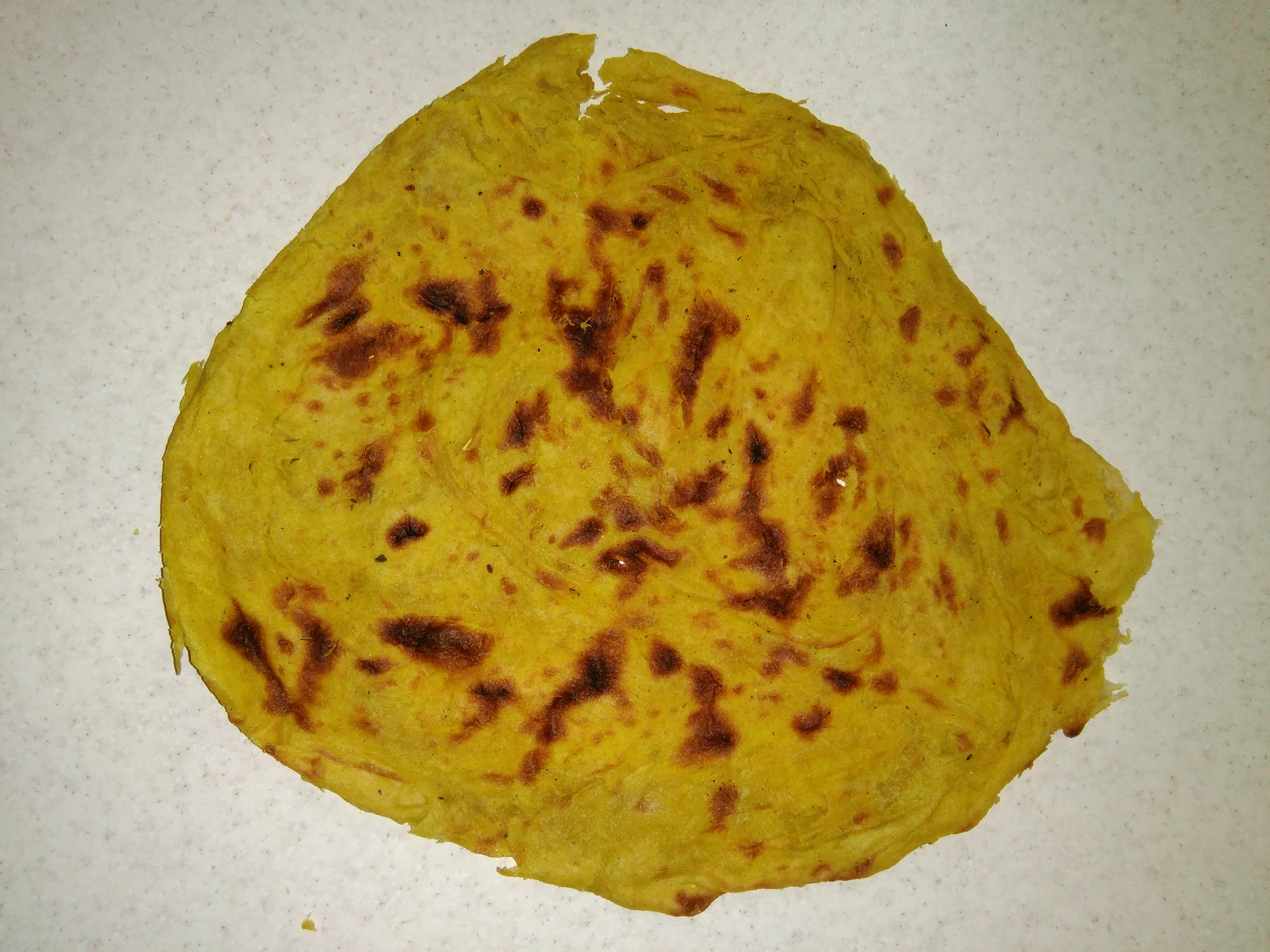
نان روغنی محلی که بیشتر به همراه کابلی (نخود آبگوشتی) به عنوان صبحانه میل می‌شود

- پکورا  پکوره یا فلافل محلی

## پیشینه
در دوره قاجار در سال ۱۲۷۰ قمری، ابراهیم‌خان بهزادی بمی به حکومت بمپور انتخاب شد و در عصر حکمرانی او دولت وقت ایران بلوچستان را تصرف کرد. در سال ۱۲۸۱ قمری، ابراهیم‌خان قلعه محکم «ایرافشان» که تسخیرناپذیر به‌نظر می‌رسید را تصرف کرد و بدین ترتیب قدرت دولت مرکزی را تا نزدیکی کوهک و چابهار و گواتر توسعه داد. چابهار اما در سال ۱۲۸۹ قمری در تصرف اعراب مسقط قرار گرفت. انگلیسی‌ها و به‌ویژه شخص گلداسمیت که برای حکمیت مرزی بین ایران و منطقه کلات تحت نفوذ انگلیس منصوب شده بود نیز از ادعای اعراب مسقط بر چابهار پشتیبانی می‌کردند. برای جلوگیری از چنین تهدیداتی، دولت ایران دست به‌کار شد و ابراهیم‌خان در سال ۱۲۸۹ قمری بندر چابهار را تصرف کرد تا قدرت خود را بسط دهد.
در سال ۱۳۰۴ خورشیدی، دولت قاجار تلاش کرد حاکمیت خود را بر چابهار تثبیت کرده و سردار دین محمدخان داماد دوست محمدخان را سرکوب نماید. در گزارش فرمانده قسمت کرمان در دهم اسفند ماه ۱۳۰۴ به وزارت جنگ، بر ضرورت مقابله با دین محمدخان و ایجاد پادگان نظامی در چابهار و برقراری نظم در امور گمرک این شهر تأکید شده است. در این گزارش، به این موضوع نیز اشاره شده بود که ناآرامی‌ها در بلوچستان و به‌ویژه آشوب‌های دین محمدخان بر اثر سیاست دولت انگلیس است و دلیل این سیاست نیز بیم این دولت از اقتدار دولت مرکزی ایران در بلوچستان و به‌ویژه در چابهار است؛ اقتداری که می‌توانست نفوذ ایران در بلوچستان انگلیس را نیز امکان‌پذیر نماید. در سال ۱۳۰۷ خورشیدی، عملیات نظامی علیه دوست محمدخان آغاز شد و در بهمن ماه همان سال آخرین حکومت بلوچستان سقوط کرد. با حذف دوست محمدخان از معادلات سیاسی بلوچستان، قدرت دولت مرکزی در این ایالت، و از جمله در چابهار به‌طور کامل تثبیت شد.
در سال ۱۳۵۲ هجری شمسی طرح جامع راه‌اندازی بندر چابهار آغاز شد و در همین راستا قراردادهایی نیز با پیمانکاران منعقد گردید. پس از انقلاب اسلامی، عملیات راه‌اندازی بندر پس از وقفه‌ای چند ساله این پروژه از سر گرفته شده و در سال ۱۳۶۲ عملاً به بهره‌برداری رسید البته تکمیل این پروژه تا چند سال بعد نیز ادامه پیدا کرد.

## موقعیت اقتصادی و بازرگانی
براساس پیش‌بینی محققان سازمان ملل در زمینه ترابری بین‌المللی، حدود نیمی از ترابری جهان میان خاور دور با سایر نقاط دنیا انجام می‌شود. از مجموع ۳ کریدور ترابری جهانی که کارشناسان سازمان ملل برای این امر پیش‌بینی کرده‌اند، ۲ کریدور از ایران می‌گذرد و چابهار نقطه عبور جنوبی‌ترین کریدور شرقی–غربی جهان خواهد بود. این کریدور از «دروازه ابریشم» در چین آغاز می‌شود و قلب اقتصاد این کشور یعنی استان کانتون را تغذیه کرده و به سرزمین آسیای جنوب‌شرقی می‌پیوندد و پس از طی این مسیر وارد هندوستان شده و با پوشش مهم‌ترین شهرهای این ناحیه مانند کلکته، ناگپور، جایپور، حصیرآباد، کراچی و بن قاسم به چابهار می‌رسد.

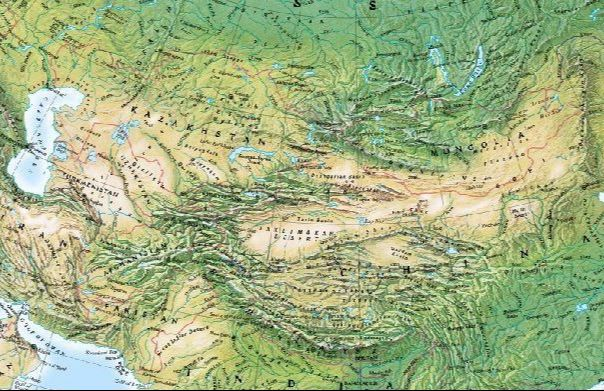
بندر چابهار آسان‌ترین و راهبردی‌ترین راه دسترسی به آب‌های آزاد برای ۶ کشور محاط در خشکی در آسیای میانه است.

بندر چابهار به دلیل موقعیت راهبردی، که نزدیک‌ترین راه دسترسی کشورهای محصور در خشکی آسیای میانه ترکمنستان، ازبکستان، تاجیکستان، قرقیزستان و قزاقستان) به آب‌های آزاد است از اهمیت فراوانی برخوردار است و سازندگی و سرمایه‌گذاری فراوانی در آن صورت می‌گیرد؛ از جمله ساخت اسکله و افزایش گنجایش بارگیری کشتی‌های اقیانوس‌پیما و ساخت راه‌آهن به سوی آسیای میانه و احداث فرودگاه بین‌المللی. این بندر یکی از مهم‌ترین چهارراه‌های کریدور شمال-جنوب بازرگانی جهانی است.به‌گفته مسئولان افغانستان در سال ۱۴۰۳، عمده بازرگانی خارجی این کشور از مسیر چابهار انجام می‌شود.

### موقعیت جغرافیایی و وسعت
بندر چابهار به سبب قرار گرفتن در نزدیکی منطقه استوایی، از تغییرات دمای اندکی در فصول مختلف سال برخوردار است. بندر زیبای چابهار گرچه شاید در نخستین نگاه، ناحیه ای محروم و فاقد جاذبه‌های گردشگری و پیشینه تاریخی به نظر آید؛ اما واقعیت آن است که این ناحیه دارای بهترین کرانه اقیانوسی کشور و معتدل‌ترین هوای جنوب کشور است.
چابهار مهم است؛ نه فقط چون یکی از پررونق‌ترین مناطق آزاد ایران به حساب می‌آید، نه فقط چون تنها بندر اقیانوسی کشور است؛ نه فقط چون یکی از بهترین مناظر دنیا را دارد… چابهار مهم است چون بهشتی از ناشناخته هاست که هر گردشگری را شیفته زیبایی‌هایش می‌کند.
شهرستان چابهار با مساحتی حدود ۱۷۱۵۵ کیلومتر مربع در منتهی‌الیه جنوب شرقی ایران در کنار آب‌های گرم دریای مکران و اقیانوس هند قرار گرفته است. این شهرستان از جانب شمال به شهرستان قصرقند و از جنوب به دریای مکران و از شرق به شهرستان دشتیاری و از غرب به شهرستان کنارک محدود است.
بندر چابهار-مرکز شهرستان- با وسعتی بالغ بر ۱۱ کیلومتر مربع در ارتفاع ۷ متر از سطح دریا قرارگرفته است و در ۶۰ درجه و ۳۷ دقیقه طول شرقی و ۲۵ درجه و ۱۷ دقیقه عرض شمالی قرار دارد. فاصله هوائی شهرستان چابهار تا تهران ۱۴۵۶ کیلومتر و فاصله زمینی از طریق جاده ایرانشهر- کرمان ۱۹۶۱ کیلومتر است. فاصله بندر چابهار تا مرکز استان ۷۳۸ کیلومتر می‌باشد. این شهرستان حدوداً دارای ۳۰۰ کیلومتر مرز آبی در دریای مکران می‌باشد.
بندر چابهار هم‌عرض جغرافیایی بندر میامی در شبه‌جزیره فلوریدای آمریکا است و دارای شرایط آب و هوایی کاملاً همانند بندر میامی است. چابهار در ۲۲۸۶ کیلومتری تهران قرار گرفته است. فاصله آن تا زاهدان ۷۲۱ کیلومتر و تا بندر کراچی ۹۰۰ کیلومتر است.
خلیج چابهار با بریدگی طبیعی و استثنایی خود، بزرگ‌ترین خلیج ایران در پیرامون سواحل دریای مکران به‌شمار می‌رود و نزدیکترین آبراه به اقیانوس هند است. چابهار از تیرماه تا اوایل شهریور تحت تأثیر بادهای سرد قطب جنوب است که در اصطلاح محلی به آن بادهای ۱۲۰ روزه می‌گویند.
چابهار دارای چند منطقه یا بخش است:
- بخش قدیمی و جدید شهر چابهار

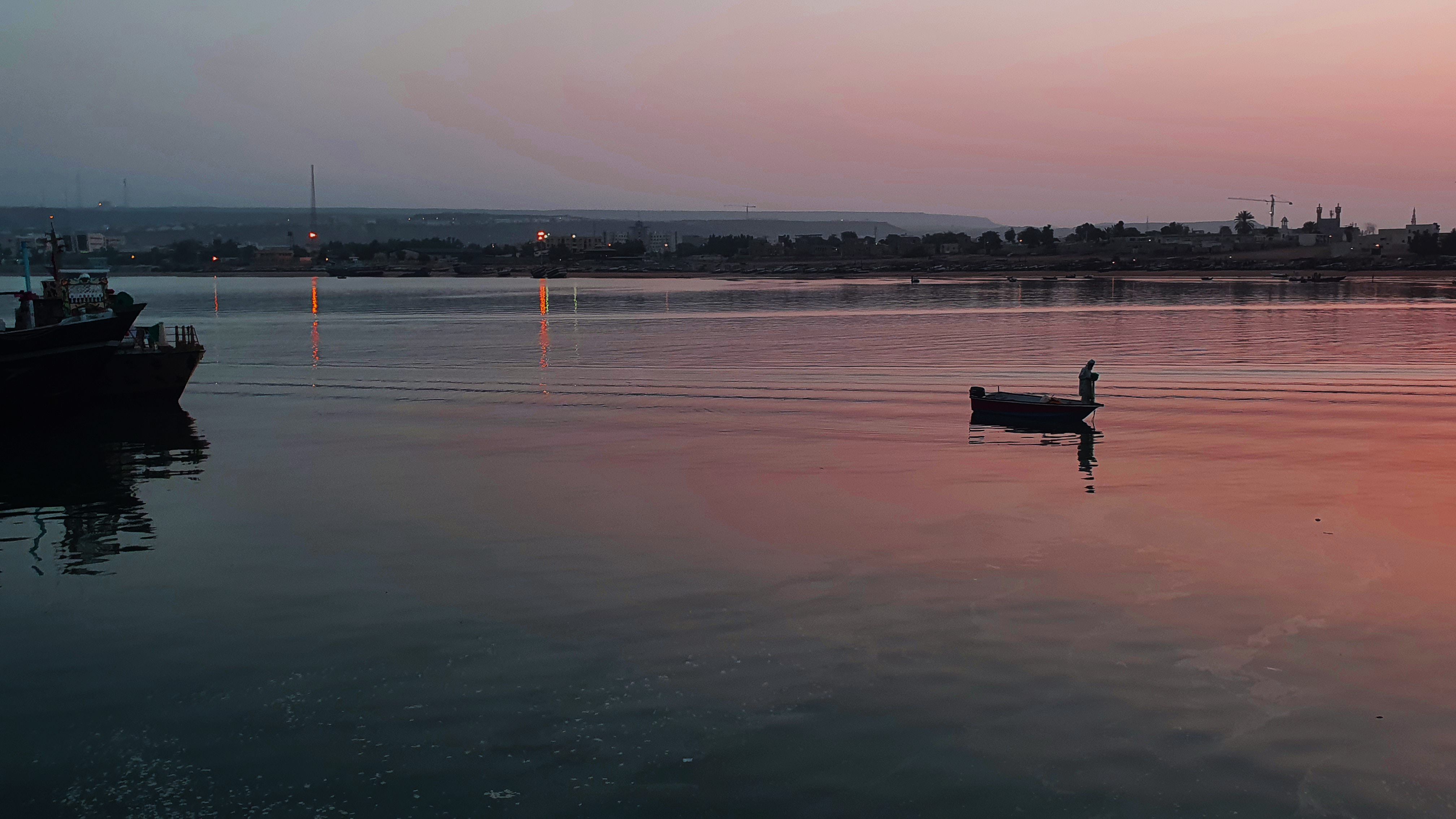
طلوع آفتاب در اسکله چابهار

- بخش ساحلی لنج‌های ماهیگیران که در منطقه قدیمی شهر و همچنین در ساحل کنارک نزدیک به فرودگاه می‌باشد.

## منطقه آزاد تجاری چابهار
منطقه آزاد تجاری چابهار و صنعتی با ۱۴۰ کیلومتر مربع مساحت خود شامل ۹ پیکره می‌شود الف: بخش مسکونی ب- بخش سوله‌ها، انبارها و تولیدات کارگاهی ج: بخش شهرک‌های صنایع مانند مجتمع پتروشیمی مکران و مجتمع فولاد، و پروژه‌های بزرگ ملی مانند شهرک انرژی‌های پاک شهرک صنایع خودرو شهرک صنایع غذایی شهرک شیلات و …

#### اسکله‌های بارگیری و تخلیه بار
- اسکله قدیمی شهید کلانتری
- اسکله مجهز شهید بهشتی

تمام این مناطق در پیرامون خلیج چابهار واقع شده است
. منطقه آزاد چابهار با مساحت ۱۴ هزار هکتار در منتهی‌الیه جنوب شرقی ایران در ۲۵ درجه و ۲۰ دقیقه عرض شمالی و ۶۰ درجه و ۲۷ دقیقه طول شرقی در شرق خلیج چابهار و در کنار آب‌های دریای مکران قرار دارد. این منطقه به‌وسیله شبکه حمل و نقل زمینی و هوایی از شمال به کشورهای آسیای میانه، از شرق به پاکستان و از جنوب به اقیانوس هند اتصال می‌یابد. دسترسی مستقیم به آب‌های آزاد و قرارداشتن در خارج از خلیج فارس و همین‌طور عدم آسیب‌پذیری در مواقع بروز بحران، موقعیت استراتژیکی را برای ایجاد یک گذرگاه ارتباطی بین کشورهای آسیابی میانه و سایر کشورهای جهان فراهم آورده است. بنا بر نظر سازمان ملل، چابهار یکی از مهم‌ترین راه‌های کریدور شرق-غرب و جنوبی‌ترین راه این کریدور است.

### مجتمع فولاد چابهار
ساخت فولاد مَکُران با سرمایه‌گذاری ۲ میلیارد و ۴۰۰ میلیون دلاری از سال ۱۳۹۹ آغاز شده که با حل مشکلات پیش رو و تأمین مالی و ایجاد زیرساخت‌ها از جمله برق می‌تواند به توسعه و آبادانی جنوب سیستان و بلوچستان شتاب دهد.

### شهرک پتروشیمی نگین مکران
شهرک پتروشیمی نگین مکران یکی از شهرک‌های تخصصی پتروشیمی شهرستان چابهار در سواحل مکران، استان سیستان و بلوچستان است.

## نام

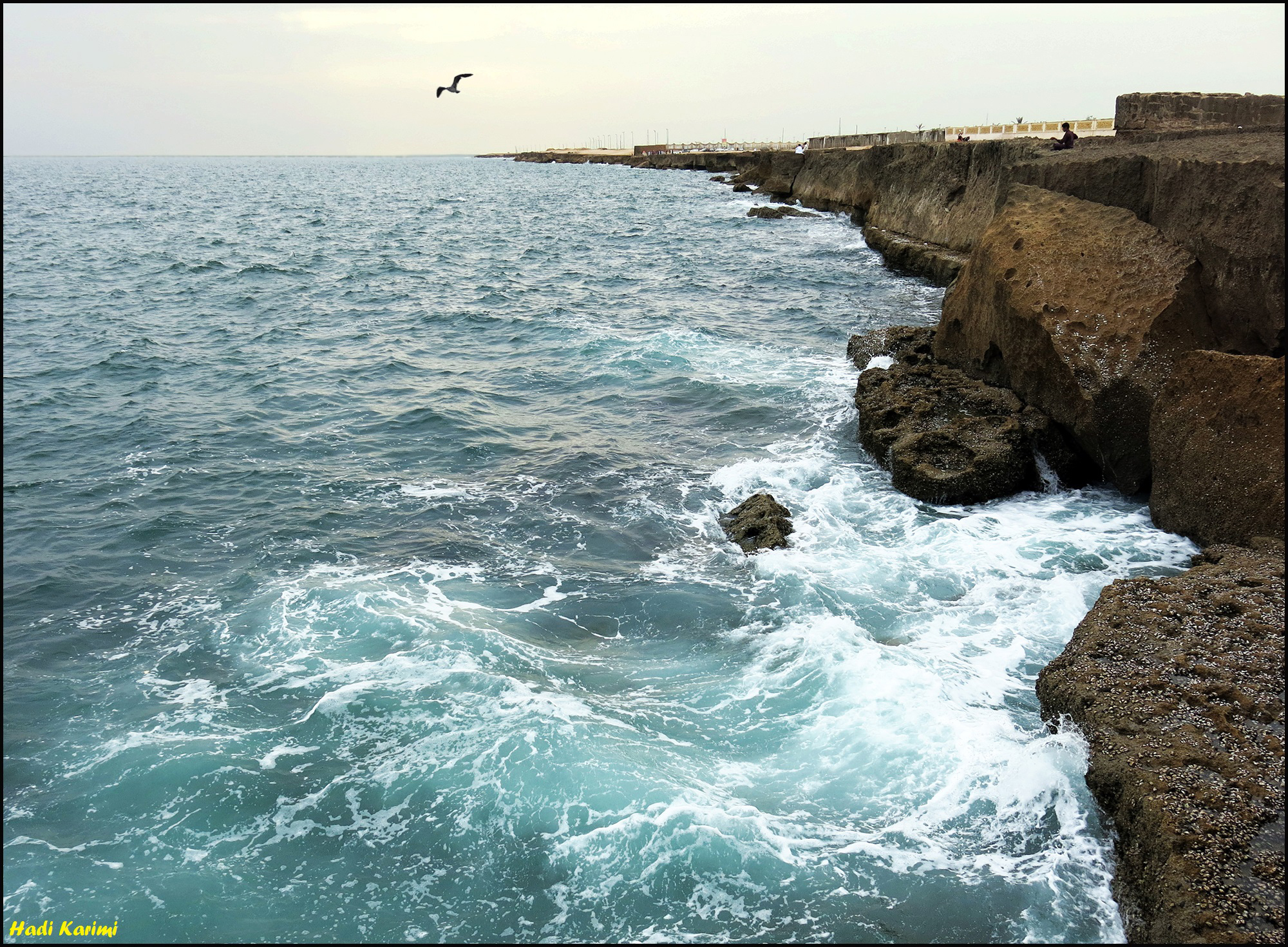
ساحل صخره‌ای چابهار

زمینهای کنار دریا و کنار رود را بار می‌گویند رود بار دریا بار در نوشته‌ها بسیار است و شادروان دهخدا بدان پرداخته - نظر غالب این است که نام چابهار تغییریافتهٔ چهاربهار است چرا که این منطقه همیشه آب و هوای بهاری دارد. نظر دیگر این است که چون در قدیم مردم چابهار به این بندر چه بار می‌گفتند (به این دلیل که از مسافران می‌پرسیدند که چه باری دارند)، پس چابهار تغییریافتهٔ «چه بار» است. چابهار در گویش محلی مردم این منطقه به کسانی گفته می‌شود که در اطراف چاه آب سکنی گزیده‌اند. در شهر چابهار جهت تأمین آب مورد نیاز مردم در زمان قدیم از چاه‌هایی که مردم حفر می‌کردند استفاده می‌شده است و «چَه» به‌معنای چاه آب و «بار» به‌معنای پیرامون. این اصطلاح به‌مرور زمان با ورود غیر بومیان به شهر و توسعه آن به چابهار و چهار بهار تغییر یافته است.

## آب و هوا
همجواری منطقهٔ آزاد چابهار با دریا، نزدیکی به مدار رأس‌السرطان و قرار گرفتن در مسیر بادهای موسمی شبه‌قاره هند و جبهه‌های استوایی موجب گردیده که دارای آب و هوایی گرمسیری و معتدل با رطوبت نسبی باشد. این منطقه گرمترین نقطه کشور در زمستان و خنک‌ترین بندر جنوبی ایران در تابستان است. متوسط دمای بیشینه (در خرداد ماه) طی یک دوره ۷ ساله ۳۱ درجه سانتیگراد، متوسط دمای کمینه (در دی ماه) ۱۹ درجه سانتیگراد، و متوسط دما در طول سال ۲۴ درجه سانتیگراد است. حداقل رطوبت نسبی ۶۰ درصد و متوسط رطوبت نسبی ۷۰ درصد گزارش شده است. متوسط بارندگی سالانه کمتر از ۲۰۰ میلی‌متر در سال است که ۶۴ درصد آن در زمستان می‌بارد.
به‌طور کلی آب و هوای چابهار دارای کمترین تغییرات در فصول چهارگانه سال است و درجه رطوبت تنها در دو ماه از سال (اردیبهشت و خرداد) بالا می‌رود. برای مثال، هوای شهر چابهار در تابستان از تهران خنکتر است. گوادر در شرق چابهار با وزش همیشگی نسیم و باد معروف است و واژه گوادر یعنی جایی با وزش باد چرا که بلوچ‌ها به باد «وا» می‌گویند. بندری با همین نام یعنی گوادر در جنوب پاکستان نیز وجود دارد. آنچه کمی برای مسافران و برخی ساکنان چابهار آزار دهنده است شرجی بیش از حد هواست که باعث سنگینی و کسلی بدن می‌شود.

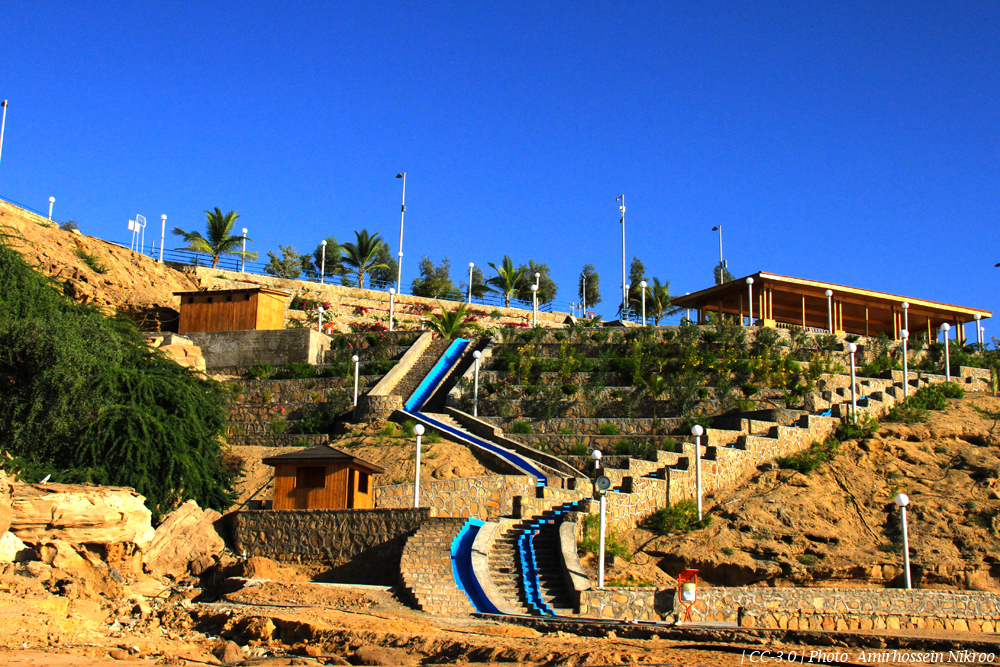
یکی از نقاط تفریحی در ساحل چابهار

## دیدنی‌های طبیعی
- خلیج چابهار با جلوه‌های طلوع و غروب خورشید در دریا.
- تالاب صورتی چابهار، یکی از جاذبه‌های خاص طبیعی ایران وچابهار به‌شمار می‌رود که به‌دلیل رنگ صورتی‌اش از سایر دریاچه‌ها و تالاب‌ها متمایز است.
- در کناره‌های دریای عمان و در قسمت جنوبی شهرستان چابهار صخره‌های بزرگی در اثر پیشروی آب دریا و فرسایش سنگ‌های رسوبی به‌وجود آمده که چشم‌اندازی زیبا را ایجاد کرده است.
- بندر چابهار دارای دو اسکله بزرگ به‌نام‌های اسکله شهید کلانتری و اسکله شهید بهشتی با ظرفیت تخلیه و بارگیری ۱۵ تا ۱۰۰ هزار تن است.
- در چابهار چندین اسکله صیادی وجود دارد که سه اسکله صیادی تیس، رمین و بریس از بقیه دیدنی‌تر هستند. اسکله تیس در محوطه منطقه آزاد و رمین در ۱۰ کیلومتری و بریس در ۶۰ کیلومتری چابهار قرار دارد.
- در بین دشت کهیر و تنگ و در ۲۰ کیلومتری روستای کهیر در مسیر جاده تنگ گالک به‌فاصله چند کیلومتر سه تپهٔ کوچک گل‌فشان به ارتفاع ۱۰ تا ۲۰ متر وجود دارد که دو تای آنها مثل یک تپه معمولی بوده و از چندین سال پیش غیرفعال شده است و سومی مثل یک آتشفشان فعال می‌باشد و از دهانه آن گل سرد طوسی‌رنگی تراوش می‌شود. مجتمعی تفریحی در کنار این تپه درحال ساخت است.

- تالاب لیپار در ۱۵ کیلومتری شهر چابهار بعد از روستای رمین در مسیر جاده ساحلی گواتر و در تنگه‌ای بین صخره‌های مشرف به دره‌ای سبز قرار دارد. روستای لیپار بالای تالاب و در میان سبزه‌زارها قرار دارد. در میان دو کوه که فاصله چندانی با هم ندارند آب‌بندی ایجاد شده که آب‌های سرگردان اطراف را جمع می‌کند و به آبگیری به‌طول ۱۴ کیلومتر تبدیل شده است. در این آبگیر انواع بوته‌ها و درختچه‌ها از نوع گز، کلیر و چش منطقه‌ای با اکوسیستم خاصی را به‌وجود آورده است. پرندگانی چون چنگر، فلامینگو، کشیم، انواع حواصیل، طاووسک، باقرقره، تیهو، عقاب دشتی و خوتکا در منطقه دیده می‌شوند.
- انجیر معابد (لور لول)، و به زبان محلی «کرگ»، درخت بزرگی است که در نوار ساحلی چابهار می‌روید. در آن شیره سفید رنگی جریان دارد و از درختان تیره کائوچوئی به‌شمار می‌آید. تاج این درخت بزرگ و پهن است و از انشعابات آن ریشه‌های نابجا می‌روید. پوست درخت صاف و خاکستری، برگ‌هایش بیضی شکلِ ساده و درشت است و میوه‌های آن نارنجی رنگ و به درشتی فندق و قابل خوردن است. عموماً این درختان دارای قدمتی بالای صد سال هستند و اکثراً در نزدیکی زیارتگاه‌ها قرار دارند یا قبلاً زیارتگاه بوده‌اند. درحال حاضر این نوع درخت در روستاهای رمین، تیس، کوپان، اپکان، ماشی و لیپار وجود دارد.
- در ناحیه ساحلی خلیج گواتر به‌ویژه در خور باهو و در نزدیکی محلی که رودخانه باهوکلات به دریای عمان می‌ریزد، جنگلی درختان حرا وجود دارد. حرا درختچه‌ای است که در مرداب‌های نواحی گرم سواحل عربستان، مصر و جنوب ایران از جمله شهرستان چابهار می‌روید. از مشخصات درخت حرا این است که دانه‌اش بر روی درخت مادر رشد اولیه را طی کرده و سپس نهال جوان از درخت جدا شده و به مرداب می‌افتد. برگ‌های حرا با دوام است و ظاهرش بیضوی‌شکل و منتهی به یک خامه باریک می‌باشد. قسمت مورد استفاده پوسته شاخه آن می‌باشد.

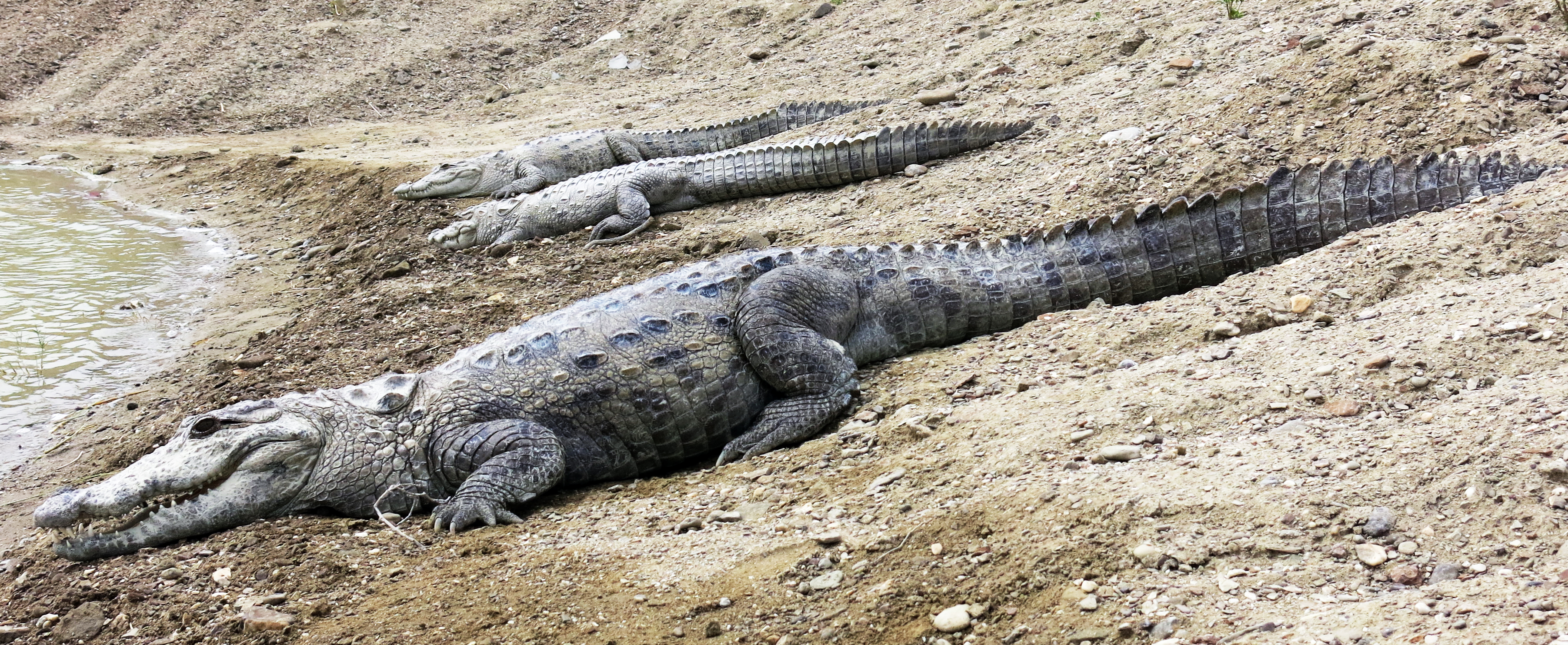
گاندو در ایستگاه تحقیقات زیست‌محیطی ریکوکش چابهار

- رودخانه باهوکلات در ۹۰ کیلومتری شرق چابهار به خلیج گواتر و دریای عمان سرازیر می‌شود. این رودخانه به‌ویژه به‌دلیل اینکه زیستگاه تمساح ایرانی و گاندو است از نظر گردشگری اهمیت دارد.
- کوه‌های بدبوم یا مریخی نیز یکی از مناظری است که به‌موازات ساحل از منطقهً کچو تا خلیج گواتر کشیده شده‌اند و از پدیده‌های ژئومورفولوژی این ناحیه هستند.
- مجتمعی تفریحی - علمی موسوم به مجتمع نجوم در جاده ساحلی چابهار - بریس درحال ساخت است. این مجتمع که در خاورمیانه بی‌نظیر است به‌علت موقعیت مکانی خاص خود برای منجمان قابل توجه می‌باشد.
- کوه‌های مینیاتوری چابهار که در مسافتی به‌طول ۴۰ تا ۵۰ کیلومتر از چابهار در مسیر گواتِر قرار دارند.
- جزیره شیطان که در دو کیلومتری شرق روستای پسابندر واقع شده و ظاهری صخره‌ای دارد.
- ساحل شب‌تاب چابهار یکی دیگر از مکان‌های دیدنی چابهار است که با قدم گذاشتن در موقع شب کنار پلاژ دریای رؤیایی و سبز رنگ می‌بینید که به دلیل وجود پلانگتون‌های داخل آب می‌باشد. در فصل‌های پاییز و زمستان با این پدیده مواجه خواهید شد.[۱۲]
- ساحل درک نیز که کویر به دریا می‌رسد یکی از زیباترین سواحل ایران است که در نزدیکی چابهار است. درخت درک نیز به عنوان یکی از نمادهای گردشگری جنوب استان سیستان و بلوچستان شناخته می‌شود. با اینکه در سال ۱۴۰۰، تعدادی از افراد با هدف آسیب زدن به گردشگری چابهار، این درخت را قطع کردند، اما از آن زمان دوباره کاشته شده و هم‌اکنون قابل مشاهده است. این درخت در حال حاضر به عنوان جاذبه‌ای زیبا در منطقه شناخته می‌شود.[۱۳]

## آثار تاریخی
- مسجد جامع تیس

### ویرانه‌ها
- ویرانه‌های تیس در بخش مرکزی دهستان کمبل سلیمان آثاری از ویرانه‌های قدیمی در دره تیس باقی است
- در محوطه باستانی کنارک در شمال غربی و جنوب شرقی کنارک ابزاری از دوران پارینه سنگی میانی به‌دست آمده که در یک سطح صاف به صورت پراکنده پخش شده‌اند و شبیه ابزار شمال غربی ایران و ابزار لادیزی می‌باشند و به آثار دوران پارینه سنگی شبیه هستند. در بخش جنوب شرقی ابزاری به‌دست آمده که در کنار آن‌ها مقداری سفال ساده و منقوش مربوط به هزاره چهارم و اوایل هزاره سوم قبل از میلاد دیده می‌شود.
- بر فراز کوه شهباز بند آثار حصاربند و پی بندهای ساختمان و آثار شهرنشینی و خانه‌های مسکونی باقی‌مانده است. بنا بر باور بومی‌ها برفراز این کوه بازهای شکاری شاه تربیت می‌شده‌اند.
- شیرک سنت در شمال و شمال شرقی دره تیس واقع گردیده و دارای اثر دیواری است که از دیواری است که از پیروز گت عظیم‌تر و قطورتر به‌نظر می‌آید و شاید شهرک یا آبادی کوچکی در دره تیس بوده است.

### قلعه‌ها
- قلعه تیس (قلعه پرتغالی‌ها) در ۵ کیلومتری شمال غربی چابهار، در روستای تیس قرار دارد. این قلعه از دوران اسلامی است و شماره ثبت ملی آن ۵۵۵ است.

- قلعه پیروز گت در بخش مرکزی پنج کیلومتری شمال غربی چابهار در روستای تیس قرار دارد. این اثر از دوره اشکانیان و ساسانیان است. این قلعه بر فراز تپه‌ای در وسط دره تیس واقع است. ارتفاع تپه از ارتفاع دو رشته کوه اطراف تپه بیشتر نیست.
- قلعه بلوچ گت در بخش مرکزی ۵ کیلومتری شمال غربی روستای تیس قرار دارد. این قلعه بر بالای کوهی مرتفع قرار گرفته است آثار دیوار قلعه و یک برج دیدبانی از آن بر جای مانده است بقایای دو مقبره هرمی شکل برجسته که با سنگ و ساروج بنا گردیده‌اند و از نوع مقابر اسلامی می‌باشند دیده می‌شود.
- قلعه انوشیروان سنگان در بخش دشتیاری دهستان باهوکلات دو کیلومتری روستای سنگان قرار دارد. قدمت آن ۳۰۰ سال است. این قلعه بر فراز کوهی قرار گرفته است. نوشیروان خان از قوم گیچکی ساکن در گیچ حدود ۳۱۱ سال پیش به باهوکلات مهاجرت کرده و قلعه را ساخته است.
- قلعه باتل در دبستان پلان روستای گتیگ بر روی تپه خاکی قرار دارد. لایه‌های سنگ عظیمی بر روی تپه نمایان است که با فرسایش خاک زیر آن‌ها خالی شده است. آثاری از فسیل حیوانات و صدفهای دریایی در محل دیده می‌شود که بیانگر این است در سالیان کهن این ناحیه جزئی از دریا بوده است. در قسمت بالای کوه پاره‌هایی از ظروف سفالی جلب نظر می‌کند. آثاری از برج و باروها دیده می‌شود که به مرور زمان به کلی تخریب شده‌اند که تنها خرابه‌ای از آن باقی‌مانده است.

در محل آثاری از یک چاه به قطر یک متر و سی سانتیمتر و به شکل دایره در دل کوه کنده شده است دیده می‌شود.
- در پنج کیلومتری شمال غربی روستای تیس آثار بارویی که چندین کیلومتر طول دارد و دره را از غرب به شرق دربرگرفته وجود دارد که به فیل‌بند معروف است. این دیوار عظیم با سنگ گچ و ساروج ساخته شده است. مردم محلی بر این باورند که سطح نزدیک خط‌الراس این رشته کوه محل نگهداری فیل‌های شاه بوده و فیل بانان در آن جا فیل تربیت می‌کرده‌اند. در حال حاضر در طول رشته کوه فیل بند آثار پی‌ها، بندها و حفره‌ها و چا ه‌هایی وجود دارد که احتمال می‌رود شهر قدیمی تیس، تأسیسات ساختمانی، بازرگانی، شهری، انبارها و سراهای مشهورش در قسمت قدیمی و بر فراز ارتفاعات سراسری دره تیس قرار داشته و دره تیس محل زراعت و دامنه آن محل دفن اموات بوده است.

### گورستان‌های تاریخی
- مقابر جنانی گچ در روستای تیس در دامنه کوه پیل بند در جنوب دره تیس واقع است. جنانی کچ محلی است که بنا بر باور مردم محل سکونت جن‌ها بوده است. مقابر جنانی کچ در یک سرازیری ملایم قرار دارند این مقابر با مقابر سیراف بوشهر شبیه هستند. با این تفاوت که تعداد قبرها کمتر و جهت آن‌ها تقریباُ شمالی جنوبی یا شمال شرقی جنوب غربی است. در میان قبرها چند قبر ایستاده بچشم می‌خورد و یک مقبره پلکانی با سرپوش صندوقچه‌ای از سنگ و گچ به صورت نیمه سالم بدون لوحه و تزئینات خارجی وجود دارد که به نظر می‌رسد از دوران اسلامی یا جدید باشد. تقریباً حدود ۲۰۰ قبر کهن درمحوطه قدیمی آن وجود دارد.
- محوطه باستانی دمب کوه در حدود ۹۰ کیلومتری شمال شرقی چابهار در بخش دشتیاری در فاصله ۵/۲ کیلومتری روستای بلور مچی در ناحیه باهوکلات قرار گرفته است.

در این محوطه باستانی حدود ۴۵۰۰ تا ۵۰۰۰ تدفین تخمین زده می‌شود که این قبور به شکل اتاقک‌هایی به اندازه‌های ۱×۱ و ۲×۵/۱ و ۲×۲ متر بنا گردیده‌اند.
- گورستان تپه نهادی در پنج کیلومتری چابهار روستای تیس در دامنه کوه فیل بند و در جنوب تیس در یک زمین با شیب ملایم قرار دارد. تعداد این قبرها زیاد نیست ولی سه مقبره در کنار هم قرار دارند که دو قبر بزرگ در دو طرف و یک قبر کوچک در میان آن‌ها واقع شده است. جهت آن‌ها شمالی جنوبی و شیب آن‌ها رو به شمال است، بنابراین سرمرده‌ها در جهت جنوبی شمالی واقع است. هر سه قبر در سنگ کنده شده‌اند. احتمالاُ این مقابر متعلق به اعضای یک خانواده هستند که در یک حادثه از بین رفته‌اند چنین مقابری به صورت خانوادگی و دسته جمعی در قبرستان‌های کارتار در لبنان دیده شده است.
- گورستان قدیمی دشتیاری در بخش دشتیاری قرار دارد. سر آوریل اشتین در ۱۹۳۲ میلادی این محل را کاوش کرده است. قدمت آن به پیش از تاریخ دوره آهن می‌رسد. قبور شناسایی شده در این منطقه دارای نوعی سفال خشن قرمز یا خودی با روکش سفید هستند که بعضی از آن‌ها آثاری از قبیل مانده‌های غذا یا آثار سنگی و فلزی دیگر مشاهده شده است و تعداد این قبور به ۳۰۰۰ قبر می‌رسد.
- غارهای بان مسیتی در پنج کیلومتری شمال غربی روستای تیس در دامنه کوه شهبازبند قرار دارد. یک غار طبیعی و دو غار مصنوعی در کنار هم قرار دارند. مجموعه این غارها را مردم محل به نام بان مسیتی می‌شناسند.
- گودانگریز (گودال انگلیس) در پنج کیلومتری شمال غربی روستای تیس در دامنه کوه فیل بند در جنوب دره تیس قرار دارد. مردم بومی نقل می‌کنند که در اواخر دوره قاجاریه و در اوایل دوره پهلوی انگلیسی‌ها به کمک عده کثیری از کارگران بلوچ در این محل اقدام به حفاری کرده و مقادیری سفال، اشیاء برنزی، آهنی و سنگی پیدا و غارت کرده‌اند.
- مقبره سید غلام‌رسول در پنج کیلومتری شمال غربی چابهار قرار دارد. شماره ثبت ملی آن ۱۵۵۹/۳ است. قدمت آن به ۴۶۵ ه‍.ق می‌رسد. این مقبره با دیواره‌های سفید رنگ به سبک معماری هندی که دروازه ورودی آن در ضلع غربی بنا واقع شده است. پس از درب ورودی صحن بزرگ حیاط مشاهده می‌شود و امامزاده در ضلع غربی حیاط قرار گرفته است. بر پیشانی ورودی بنا تزئینات نقاشی الوان با طرح‌های نقوش ستاره‌های مشبک وجود دارد.
- قدم‌گاه خضر در جنوب غربی چابهار در محلی به نام سپوزه واقع شده است. خواجه خضر از مشایخ مورد احترام بومی‌ها بوده و وی مقبره‌ای ندارد زیرا مردم بر این باورند که او زنده و پاسدار لنج‌ها و قایق‌های‌شان است. درقدیم مراسم خاصی در این قدمگاه بر پا می‌شد، مردم قربانی یا خرما و حلوا به مکان مورد نظر و در بین افراد تقسیم می‌کردند.

### ساختمان‌ها
- ساختمان قدیمی تلگرافخانه چابهار در خیابان مولوی قرار دارد. این ساختمان در سال ۱۲۸۱ ه‍.ق به وسیله انگلیسها ساخته شده است. از قدیمی‌ترین ساختمان‌های سنگی موجود در شهر چابهار است که به منظور رونق دریانوردی، تجارت و ایجاد ارتباط با هند، گواتر، چابهار، جاسک، بندر عباس توسط مجریان خط تلگراف انگلیس در دو طبقه ساخته شده است.
- چاه باستانی پلان در بخش پلان روستای پلان قرار دارد و از دوره هخامنشی (سلطنت کوروش) است. این چاه باستانی با آجر ساخته شده است.
- چاه باستانی تیس کوپان در دهستان کمبل سلیمان روستای تیس کوپان قرار دارد. این چاه در ارتفاعات شرقی غریی تیس کوپان قرار دارد که در کوه تراشیده شده است و به شکل مربع در اندازه‌های ۵/۱ در ۵/۱ متر احداث شده است.
- چاه باستانی مزن چات (چاه جن‌ها) درروستای اپکان قراردارد.
- سدهای تیس در روستای تیس در دو طرف دماغه‌ای قراردارند که قلعه تیس بر روی آن واقع است. آثار این سدها به ارتفاع ۲۰ سانتیمتر باقی است و در ساخت آن‌ها از سنگ‌های تراشیده شده و سنگ‌های دریایی تیز و بلند ملات ساروج استفاده شده است. تقریباُ این سدها هشت متر ارتفاع داشته‌اند که ۶/۴ متر آن به مرور زمان در زیر ماسه‌های ساحلی مدفون شده است. انتهای یکی از آن‌ها به کوه پیل بند و دیگری به کوه شهباز بند منتهی می‌شده که به عنوان مانعی از هدر رفتن آب شیرین ناشی از باران جلوگیری می‌کرده‌اند.

## فاصله چابهار با بندرها و شهرهای جهان

### فاصله دریایی بندر چابهار با بعضی از بندرهای مهم جهان
- بمبئی: ۷۶۸ مایل دریایی
- پوسان: ۵۶۴۵ مایل دریایی
- سیدنی: ۶۶۵۵ مایل دریایی
- لندن: ۵۶۸۶ مایل دریایی
- شانگهای: ۵۳۷۹ مایل دریایی
- مسقط: ۱۵۱ مایل دریایی
- هنگ کنگ: ۴۶۰۲ مایل دریایی
- هامبورگ: ۶۰۰۱ مایل دریایی
- یوکوهاما: ۷۰۰۰ مایل دریایی
- شارجه: ۳۷۵ مایل دریایی
- کیپ‌تاون: ۳۰۰۰ مایل دریایی
- کویت: ۸۹۵ مایل دریایی
- دبی: ۳۶۴ مایل دریایی
- کراچی: ۳۶۰ مایل دریایی

### مسافت از دیگر نقاط تا منطقه آزاد چابهار
- تهران: ۲۲۸۶ کیلومتر
- مشهد: ۱۶۴۷ کیلومتر
- کراچی: ۷۰۰ کیلومتر
- عشق‌آباد: ۱۹۱۹ کیلومتر
- دوشنبه: ۲۹۵۷ کیلومتر
- تاشکند: ۳۴۰۶ کیلومتر
- گواتر: ۷۲ کیلومتر
- زاهدان: ۷۳۱ کیلومتر
- بیشکک: ۳۸۹۲ کیلومتر
- آلماتی: ۴۲۱۶ کیلومتر
- تبریز: ۲۳۲۵ کیلومتر
- پیرانشهر: ۲۴۹۸ کیلومتر
- اصفهان: ۱۵۰۹ کیلومتر
- شیراز: ۱۲۲۰ کیلومتر

## زیرساخت‌ها

### راه‌آهن
راه‌آهن چابهار–زاهدان: این راه‌آهن با احتساب خطوط ایستگاهی، ۷۳۰ کیلومتر طول دارد و به پیشرفت فیزیکی ۷۰ درصدی رسیده است و با توجه به امتیازات خاصی و موقعیتی که دارد، به یک مسیر پس‌کرانه‌ای ترابری برای انتقال بار با شرایط مناسب نیاز دارد و با توجه به حجم انبوه بار این مسیر و دوخطه‌شدن در آینده، راه‌آهن چابهار نقش مهم‌تری پیدا می‌کند.

### فرودگاه
چابهار دارای دو فرودگاه است. یکی فرودگاه کنارک (OIZC-ZBR) است که به دلیل فاصلهٔ حدود ۵۰ کیلومتری با بندر راهبردی چابهار، رفت‌وآمد فراوانی در آن صورت می‌گیرد. و دیگری فرودگاه بین‌المللی چابهار است که هم‌اکنون در دست ساخت است.

### مراکز دانشگاهی و پژوهشی
- دانشگاه بین‌المللی چابهار
- دانشگاه دریانوردی و علوم دریایی چابهار
- پژوهشگاه اقیانوس‌شناسی دریای عمان و اقیانوس هند
- دانشگاه علمی کاربردی شهرداری چابهار
- دانشگاه آزاد اسلامی واحد چابهار
- دانشگاه بین‌المللی علوم پزشکی چابهار
- دانشگاه پیام نور مرکز چابهار
- دانشگاه فرهنگیان (یکی از شعبه‌های دانشگاه فرهنگیان شهید مطهری زاهدان)
- دانشگاه علمی کار بردی منطقه آزاد چابهار
- دانشگاه فنی و حرفه‌ای چابهار
- دانشگاه علوم پزشکی و خدمات بهداشتی و درمانی چابهار
- دانشگاه آزاد واحد بین‌الملل چابهار
- پردیس بین‌الملل دانشگاه سیستان و بلوچستان

### مراکز درمانی مهم
- بیمارستان امام علی چابهار
- درمانگاه شبانه‌روزی چابهار
- درمانگاه تأمین اجتماعی

### سینما
- سینما ساحل چابهار
- سینما پنج بعدی

### مراکز خرید
- بازار سنتی بلوکان چابهار
- مرکز خرید ابریشم
- مرکز خرید فردوس
- مرکز خرید تیس چابهار
- مرکز خرید صدف چابهار
- مرکز خرید پردیس
- مرکز خرید الماس چابهار

## توسعهٔ بندر چابهار و اسکله‌های آن
طرح توسعه بندر چابهار با توجه به جنگ عراق و ایران و تأکید دولت بر لزوم داشتن بندری خارج از تنگه هرمز و خلیج فارس با آغاز عملیات اجرایی بندر شهید کلانتری که یکی از دو بندر مهم چابهار می‌باشد، از سال ۶۲ به‌طور جدی آغاز و با تکمیل ۴ پست اسکله فلزی در سال ۶۴ عملاً به بهره‌برداری رسید. بندر شهید کلانتری در سال ۱۳۸۸، دارای مساحت کل ۳۰ هکتار، مساحت محوطه‌های بارانداز ۳۵ هزار مترمربع، مساحت انبارهای مسقف ۳ هزار مترمربع و مساحت محوطه کانتینری ۱۸ هزار و ۵۰۰ مترمربع، پنج اسکله چندمنظوره و کالای عمومی و سه لنج و یک اسکله نظامی از مزایا و ظرفیت‌های زیادی نسبت به دیگر بندرهای ایران برخوردار هستند. با راه‌اندازی اسکله ۵ بندر شهید کلانتری و اسکله ۵ بندر شهید بهشتی در سال‌های گذشته، در حال حاضر بندر چابهار ظرفیت پهلودهی کشتی‌ها با آبخور ۱۶٫۵ متر را دارد.
طرح توسعه بندر شهید بهشتی در سال ۱۳۸۶، دارای مساحت کل ۲۴۰ هکتار و مساحت محوطه‌های بارانداز ۱۶ هکتار و مساحت انبارهای مسقف ۳۰ هزار متر مربع بوده است و طرح توسعه و افزایش گنجایش بارگیری آن به ویژه برای کشتی‌های اقیانوس‌پیما در دست انجام است.

## تاریخچه بندر چابهار
بندر چابهار به‌عنوان یکی از بندرهای مهم در جنوب ایران و در بخش شمالی دریای عمان قرار گرفته است. این بندر به‌علت موقعیت استراتژیک و دسترسی به آب‌های آزاد جایگاه ویژه‌ای در مبادلات ایران با سایر کشورهای منطقه دارد. از سوی دیگر این بندر به‌علت نزدیکی به کشورهایی نظیر پاکستان و منطقه آسیای میانه، در آینده‌ای نزدیک با اتصال به شبکه ریلی کشور اهمیت ویژه‌ای در ترانزیت کالا به این کشورها خواهد داشت. همچنین این بندر به‌عنوان تنها بندر اقیانوسی ایران، یکی از نقاط کلیدی در حاشیه خلیج فارس و دریای عمان است و در کریدور شمال – جنوب نقش مهمی ایفا خواهد کرد. همچنین این بندر در مسیر ترانزیتی شرق – غرب قرار گرفته است. بندر چابهار به‌دلیل قرار گرفتن در کنار دریای عمان از دیرباز کانون داد و ستد و تجارت و دریانوردی بوده است. ویرانه قلعه پرتغالی‌ها که در یکی از روستاهای این شهرستان (تیس) در پنج کیلومتری چابهار واقع شده است، گواه رونق دریانوردی و اهمیت استراتژیک این خطه از بلوچستان در روزگاری است که کشورهای استعمارگر و تجارت‌پیشه اروپا بازارهای چین، هندوستان و به‌طور کلی شرق را جایگاه مناسب عرضه کالا و مصنوعات خود دانسته و حفظ و تسلط بر آنها را جزئی از سیاست‌های استعماری و سلطه‌جویانه خود قلمداد می‌کردند. از زمان حضور پرتغالی‌ها از نخستین دهه‌های قرن ۱۶ در آب‌های جنوب ایران تا ظهور انگلیس به‌عنوان قدرت خلیج فارس در طول جنگ جهانی اول، همواره بخشی از فعالیت‌های بازرگانی و دریانوردی رایج در آب‌های جنوبی ایران در بندرهای جنوبی استان سیستان و بلوچستان متمرکز بوده است. کسی که در سال‌های جنگ جهانی دوم نیابت کنسول فرانسه را در بوشهر به‌عهده داشته است، کشتی‌های موجود در چابهار را که در خطوط کشتیرانی فعالیت داشته‌اند ۱۱۹ فروند ذکر می‌کند که از این تعداد ۵ فروند کشتی تجاری و ۶۴ فروند کشتی بادبانی بوده‌اند؛ همچنین در سال‌های مزبور در بندرهای گواتر، بریس و پسابندر دفاتر پستی و گمرکی وجود داشته که حاکی از رونق فعالیت‌های تجاری و دریایی در این بندرهای کوچک است.
وجود فعالیت‌های دریایی در بندرهای جنوب استان در اواخر قرن ۱۹ و اوایل قرن ۲۰ نشانه این است که بندرهای مزبور در داد و ستد کالاهای تولیدی و مورد نیاز بخش شرقی کشور و مبادله با بندرهای پاکستان و هندوستان فعال بوده‌اند. چابهار در مقایسه با دیگر مناطق ساحلی و جنوب ایران دارای موقعیت ممتازی در امر کشتیرانی و حمل و نقل دریایی است. عمیق بودن خلیج چابهار شرایط مناسبی برای پهلوگیری کشتی‌های بزرگ در این منطقه و ایجاد تأسیسات بندری با هزینه مناسب و صرفه اقتصادی را فراهم کرده است.